# Kongaz
Kongaz (rumänisch Congaz) ist ein Dorf im Süden Moldawiens. Es ist Teil der Region Comrat in Gagausien. Die Länge des Dorfgebiets beträgt etwa 8 km.

## Geographie
In unmittelbarer Nähe des östlichen Stadtrandes des Dorfes fließt der Fluss Yalpug von Norden nach Süden. 0,2 km vom nordöstlichen Rand der Siedlung entfernt befindet sich die Mündung des Karsau-Flusses, der der rechte Nebenfluss des Yalpug-Flusses ist. Das größte Gewässer in der Nähe des Dorfes ist der Kongaz-Stausee, der sich 400 Meter vom nördlichen Stadtrand des Dorfes entfernt befindet.

## Bevölkerung
Die Einwohnerzahl des Dorfes betrug im Jahr 2009 13.406 Menschen [Quelle nicht angegeben seit 1427 Tagen]. Kongaz ist das größte Dorf Europas, was im Guinness-Buch der Rekorde verzeichnet ist. Die Mehrheit der Bevölkerung sind Gagausen (98 %).

## Geschichte
In der Moldauischen SSR war Kongaz von 1940 bis 1956 das Verwaltungszentrum des aufgelösten Bezirks Kongaz.
Laut einem Archivdokument gehörte das Dorf Kongaz in verschiedenen Jahren zu unterschiedlichen Bezirken und wurde unterschiedlich geschrieben, blieb jedoch derselbe besiedelte Ort:
- 1950–1955 – Bezirk Kongaz;
- in den Jahren 1960–1962 wurde es als Dorf Kangaz im Bezirk Taraclia geführt;
- von 1962 bis November 1964 wurde es als Dorf Kangaz im Bezirk Ceadîr-Lunga geführt;
- von Dezember 1964 bis 1971 wurde es als Dorf Kangaz im Bezirk Comrat geführt;
- seit 1972 bis heute – Kongaz, Bezirk Comrat.[5]

## Wirtschaft
In Kongaz sind etwa 300 wirtschaftliche Akteure registriert, darunter 6 große Agrarbetriebe und 145 bäuerliche Familienbetriebe. Es gibt 12 Industrieunternehmen, darunter eine Zweigstelle der Textilfabrik ООО «Асена Текстиль», das Weingut ООО «Текка», die Wurstfabrik ООО «КСТЕГ», die Mühlen ООО «Велимол прод», ООО «Дермен», ООО «Морой», das Einzelunternehmen ИП «Манолов», das Möbelherstellungsunternehmen ООО «Кариф Мобила», das Bekleidungsunternehmen ООО «Магвилд», Ölmühlen und kleine Bäckereien.
In Kongaz gibt es 58 Handelsunternehmen, ein spezialisiertes Handelsnetz für den Verkauf von Möbeln, Autoteilen, Baustoffen und Bürotechnik sowie einen Markt mit 397 Handelsplätzen. Ein gut entwickeltes Netzwerk von Dienstleistungsunternehmen ist vorhanden. Darüber hinaus gibt es 6 Bauunternehmen und 3 Transportunternehmen, von denen «RG-Карго» internationale Transporte durchführt. Es existieren 3 Filialen kommerzieller Banken und fünf Filialen von Versicherungsunternehmen.
Das gesamte Bruttoindustriewarenvolumen von Kongaz beträgt 100 Millionen Lei.

## Soziale Infrastruktur
In Kongaz gibt es sechs Vorschuleinrichtungen mit insgesamt 730 Plätzen und fünf allgemeinbildende Schulen mit 2,4 Tausend Schulplätzen. Eine Poliklinik kann 200 Patienten pro Schicht aufnehmen, und ein Krankenhaus bietet 27 Betten. Es gibt ein Zentrum für Hausärzte mit Diagnosedienstleistungen.
Die Sportinfrastruktur umfasst eine Sportschule, zwei Mini-Fußballfelder und ein Stadion, das sich in einem baufälligen Zustand befindet.
Außerdem gibt es zwei Bibliotheken, ein Kulturhaus, ein Kino, eine Kinder- und Jugendsportschule (ДЮСШ), einen Schach- und Damespielclub, einen Jugendclub sowie eine Zweigstelle der Musikschule Komrat.
Die Gesamtlänge des Gasnetzes in Kongaz beträgt 106,5 km. Alle sozialen Einrichtungen und 75 % der Wohnhäuser sind mit Gas versorgt. Die Länge des Wasserversorgungsnetzes beträgt 27 km, was 40,6 % der gesamten Haushalte abdeckt. In Kongaz gibt es fünf artesische Brunnen.

## Verkehr
Die Gesamtlänge der Straßen beträgt 36 km, davon sind 26 km asphaltiert.
Trotz der großen Länge der Hauptstraße des Dorfes, die Teil der republikanischen Verkehrsroute (Кишинёв – Джурджулешты) mit einer Länge von über 8 km ist, gibt es keinen öffentlichen Nahverkehr.
Am 1. Juni 2007 waren von den insgesamt 3.200 Häusern und Wohnungen 1.300 (40,6 %) mit einer Wasserversorgung ausgestattet, 2.574 (92 %) mit Gas und 2.468 (91 %) mit Telefonanschlüssen.
Die Länge der asphaltierten Straßen beträgt 7,5 km, die der Schotterstraßen 13 km.